# Circonscription électorale d'Ōita
La circonscription électorale d'Ōita (大分県選挙区, Ōita-ken senkyo-ku) est une subdivision électorale de la Chambre des conseillers du Japon, représentant la préfecture d'Ōita. Deux conseillers y sont élus au scrutin uninominal majoritaire à un tour.

## Conseillers
| Série 1 (1947 : 1er, mandat de 6 ans) | Série 1 (1947 : 1er, mandat de 6 ans) | Élection                     | Série 2 (1947 : 2e, mandat de 3 ans) | Série 2 (1947 : 2e, mandat de 3 ans) |
| ------------------------------------- | ------------------------------------- | ---------------------------- | ------------------------------------ | ------------------------------------ |
|                                       | Nizō Iwao (ja) (PNC)                  | 1947                         |                                      | Masaji Hitotsumatsu (ja) (PLJ)       |
| 1950                                  | Nizō Iwao (ja) (PNC)                  |                              | Masaji Hitotsumatsu (PL)             |                                      |
|                                       | Fumio Gotō (Ind.)                     | 1953                         | Masaji Hitotsumatsu (PL)             |                                      |
| 1956                                  | Fumio Gotō (Ind.)                     |                              | Yoshitaka Gotō (ja) (PLD)            |                                      |
|                                       | Haruzō Murakami (ja) (PLD)            | 1959                         | Yoshitaka Gotō (ja) (PLD)            |                                      |
| 1962                                  | Haruzō Murakami (ja) (PLD)            |                              | Yoshitaka Gotō (ja) (PLD)            |                                      |
| 1965                                  | Haruzō Murakami (ja) (PLD)            |                              | Yoshitaka Gotō (ja) (PLD)            |                                      |
| 1968                                  | Haruzō Murakami (ja) (PLD)            |                              | Yoshitaka Gotō (ja) (PLD)            |                                      |
|                                       | Ryōhei Kudō (ja) (PSJ)                | 1971                         | Yoshitaka Gotō (ja) (PLD)            |                                      |
| 1974                                  | Ryōhei Kudō (ja) (PSJ)                | Hidekazu Iwao (ja) (PLD)     |                                      |                                      |
| ,1976                                 | Ryōhei Kudō (ja) (PSJ)                |                              | Masao Gotō (ja) (Ind.)               |                                      |
|                                       | Seishirō Etō (ja) (Ind.)              | 1977                         | Masao Gotō (ja) (Ind.)               |                                      |
| 1980                                  | Seishirō Etō (ja) (Ind.)              |                              | Masao Gotō (PLD)                     |                                      |
|                                       | Keigi Kajiwara (ja) (PSJ)             | 1983                         | Masao Gotō (PLD)                     |                                      |
| 1986                                  | Keigi Kajiwara (ja) (PSJ)             |                              | Masao Gotō (PLD)                     |                                      |
| 1989                                  | Keigi Kajiwara (ja) (PSJ)             |                              | Masao Gotō (PLD)                     |                                      |
| 1992                                  | Keigi Kajiwara (ja) (PSJ)             | Ban Kugimiya (ja) (PLD)      |                                      |                                      |
| 1995                                  | Keigi Kajiwara (ja) (PSJ)             | Ban Kugimiya (ja) (PLD)      |                                      |                                      |
| 1998                                  | Keigi Kajiwara (ja) (PSJ)             | Toshiya Nakamichi (ja) (PLD) |                                      |                                      |
|                                       | Hiroko Gotō (ja) (PLD)                | Toshiya Nakamichi (ja) (PLD) | 2001                                 |                                      |
| 2004                                  | Hiroko Gotō (ja) (PLD)                |                              | Shin'ya Adachi (ja) (PDJ)            |                                      |
| Yōsuke Isozaki (ja) (PLD)             | 2007                                  |                              | Shin'ya Adachi (ja) (PDJ)            |                                      |
| Yōsuke Isozaki (ja) (PLD)             | 2010                                  |                              | Shin'ya Adachi (ja) (PDJ)            |                                      |
| Yōsuke Isozaki (ja) (PLD)             | 2013                                  |                              | Shin'ya Adachi (ja) (PDJ)            |                                      |
| Yōsuke Isozaki (ja) (PLD)             | 2016                                  |                              | Shin'ya Adachi (PDP)                 |                                      |
|                                       | Kiyoshi Adachi (ja) (Ind.)            | 2019                         | Shin'ya Adachi (PDP)                 |                                      |
| 2022                                  | Kiyoshi Adachi (ja) (Ind.)            |                              | Harutomo Koshō (ja) (PLD)            |                                      |
|                                       | Aki Shirasaka (PLD)                   | 2023,                        | Harutomo Koshō (ja) (PLD)            |                                      |
|                                       | Tadatomo Yoshida (ja) (PDC)           | 2025                         | Harutomo Koshō (ja) (PLD)            |                                      |